# Kanton Lapleau
Kanton Lapleau (francouzsky Canton de Lapleau) je francouzský kanton v departementu Corrèze v regionu Limousin. Tvoří ho osm obcí.

## Obce kantonu
- Lafage-sur-Sombre
- Lapleau
- Latronche
- Laval-sur-Luzège
- Saint-Hilaire-Foissac
- Saint-Merd-de-Lapleau
- Saint-Pantaléon-de-Lapleau
- Soursac